# Daniel Attard
Daniel Attard (nascido em 1992) é um político maltês do Partido Trabalhista. Daniel tornar-se-á membro do Parlamento Europeu no dia 16 de julho de 2024, depois de conseguir um lugar nas eleições para o Parlamento Europeu de 2024.